# Angelo Gremo
Angelo Gremo (Torí, 3 de desembre de 1897 - Torí, 4 de setembre de 1940) va ser un ciclista italià que fou professional entre 1911 i 1927. Era germà del també ciclista Felice Gremo.
Durant la seva carrera aconseguí 21 victòries, entre elles la Milà-Sanremo de 1919 i dues etapes del Giro d'Itàlia. En aquesta darrera prova aconseguí destacades classificacions, acabant sis vegades entre els deu primers de la classificació final.

## Palmarès
- 1911
  - 1r de la Copa Val di Taro
  - Vencedor d'una etapa al Giro de la Campània
- 1912
  - 1r del Gran Premi de Torí (CRE)
- 1913
  - 1r del Giro della Romagna
  - 1r de la Milà-Piavo dei Govi
- 1914
  - Vencedor d'una etapa al Giro d'Itàlia
- 1917
  - 1r de la Milà-La Spezia
  - 1r del Giro dell'Emilia
- 1919
  - 1r de la Milà-Sanremo
  - 1r al Giro de la província de Milà, amb Costante Girardengo
- 1920
  - Vencedor d'una etapa al Giro d'Itàlia
- 1921
  - 1r al Giro de la província de Milà i vencedor d'una etapa, amb Gaetano Belloni
  - 1r al Giro de Campània
- 1922
  - 1r al Giro del Piemont
  - 1r al Giro de Sannio i Irpinio i vencedor de 2 etapes
  - 1r al Giro de l'Etna
  - 1r al Gran Premi Roccapiemonte
- 1925
  - 1r al Giro della Romagna

### Resultats al Giro d'Itàlia
- 1912. 2n de la classificació general
- 1914. Abandona. Vencedor d'una etapa
- 1919. 6è de la classificació general
- 1920. 2n de la classificació general. Vencedor d'una etapa
- 1921. 5è de la classificació general
- 1923. 10è de la classificació general
- 1926. 8è de la classificació general

### Resultats al Tour de França
- 1913. Abandona (3a etapa)
- 1914. Abandona (4a etapa)
- 1920. Abandona (1a etapa)
- 1922. Abandona (2a etapa)
- 1925. 26è de la classificació general